# 奈良専二

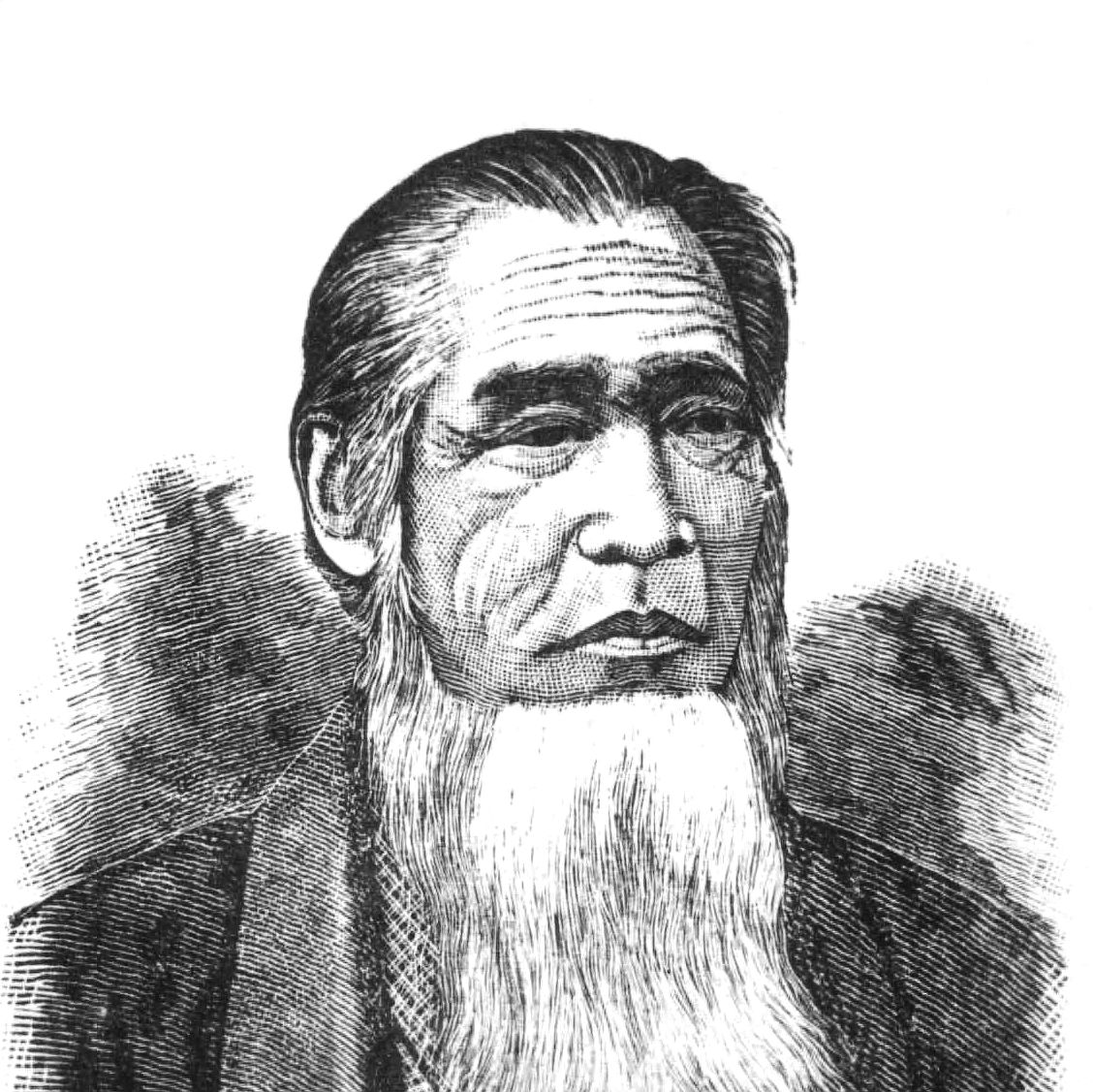
奈良専二

奈良 専二（なら せんじ、文政5年9月13日（1822年10月27日） − 明治25年（1892年）5月4日）は、香川県出身の老農（篤農家）・農業指導者。明治農法を確立した「明治の三老農」の一人として知られる。

## 略歴
1822年、讃岐国三木郡池戸村（いけのべむら、現・香川県木田郡三木町大字池戸）の農家、奈良才蔵の長男として生まれる。
幼少のころから「農をもって国を興す」という大志を抱き、わずか8歳で運搬用のネコ車を発明するなど農機具の考案、さらにはイネの品種改良など農業全般にわたる実地指導者として活躍した。
1883年、60歳を過ぎて決意を新たに上京。以来、東京、千葉、茨城の各地で農業技術の研究を行うとともに、指導者としても活躍した。
1890年、秋田県仙北郡花館村（現・大仙市）に農業指導者として招聘された。花館村に移住し、豪農・佐々木多右衛門家に滞在しながら、「働かなければ生活はできない」という勤労の気風を植えつけ、ウサギの生産・養蚕・馬産を奨励、さらに納豆、豆腐の製法も教え、乾田での馬耕も指導、着々と成果をあげた。また、数々の農書を著した。
耕地整理も奈良の指導で仙北郡内で最初に行われ、今日の農業の礎を築いた。
1892年5月4日、秋田県南秋田郡川尻村（現・秋田市）で肺炎のため死亡した。
1924年、従五位を追贈された。

## 著書
- 『農家得益弁』
- 『救荒済生蕫苡栽培調理法』
- 『食用兎飼養法』など